# Список генеральных атторнеев Англии и Уэльса
Её Величества Генеральный атторней Англии и Уэльса, или коротко: Генеральный Аттоней — один из юристов Короны. Вместе с подчинённым ему солиситором, атторней является главным советником Короны по правовым вопросам в Англии и Уэльсе. В настоящее время этот пост занимает Суэлла Браверман, КА, ЧП.
Должность существует, по крайней мере с 1243, когда появляются указания о наёмном атторнее, защищающим интересы короля в суде. Политическое значение появилось в 1461, когда атторней был вызван в палату лордов для консультации по правовым вопросам. В 1673 генеральный атторней стал официально представлять Корону в судебных процессах на постоянной основе. К началу XX века, атторней больше занимается юридическими консультациями Короны, чем процессами, в то время, как судебное обвинение взяла на себя Королевская прокурорская служба (и Совет Казначейства) и другие прокурорские службы. Юридические советники были сведены в Правительственную юридическую службу, хотя надзор за теми и другими осуществляет, по-прежнему, Генеральный атторней.

## XIII век
- Уильям де Боневилл (1277—1278)
- Уильям де Джиселхэм (1278—1279)
- Гилберт де Торнтон (1279—1280)
- Аланус де Уолкинхэм (1280—1281)
- Джон ле Фавконер (1281—1284)
- Уильям де Селби (1284—1286)
- Гилберт де Торнтон (1286—1286)
- Уильям Индж (1286—1289)
- Джон де Боско (1289—1290)

## XIV век
- Уильям де Мерстон (26 Февраля 1327—1329)
- Ричард де Олдебог (1329—1334)
- Саймон де Тревитоса (c. 1334)
- Уильям де Хэптон (1334—1338)
- Джон де Линкольн (28 Мая 1338 — 4 Августа 1338)
- Джон де Клон (4 Августа 1338—1338)
- Уильям де Мерингтон (1338—1339)
- Джон де Клон (1339—1342)
- Уильям де Торп (1342—1343)
- Джон де Линкольн (1343—1343)
- Джон де Клон (1343—1349)
- Саймон де Кегворт (1349—1353)
- Генри де Грэйсток (1353—1356)
- Джон Гонт 1-й герцог Ланкастер (1356 — 4 Мая 1360)
- Ричард де Фрайсеби (4 Мая 1360—1362)
- Уильям (или возможно Роберт) де Плэст (1362—1363)
- Уильям де Нэссэфилд (1363 — 9 Ноября 1366)
- Томас де Шардело (9 Ноября 1366 — 20 Мая 1367)
- Джон де Ашуэлл (20 Мая 1367—1367)
- Майкл Скиллинг (1367—1378)
- Томас де Шардело (1378—1381)
- Уильям Эллис (1381—1381)
- Лоренс Дра (1381—1384)
- Уильям де Хорнеби (1384—1386)
- Эдмунд Броднэлл (1386—1398)
- Томас Кавэли (1398 — 30 Сентября 1399)
- Уильям де Лодингтон (30 Сентября 1399—1401)

## XV век
- Томас Кавэли (1401 — 13 July 1407)
- Томас Дэрэхэм (13 July 1407 — 17 Августа 1407)
- Роджер Хант (17 Августа 1407—1410)
- Томас Тикхилл (1410 — 16 January 1414)
- Уильям Бабингтон (16 Января 1414—1420)
- Уильям Бабингтон (1420 — 28 Октября 1429)
- Джон Вампэйдж (28 Октября 1429 — 30 Июня 1452)
- Уильям де Ноттингем (30 Июня 1452 — 12 Августа 1461)
- Джон Герберт (12 Августа 1461—1461)
- Генри Сотилл (1461 — 16 Июня 1471)
- Уильям Хасси (16 Июня 1471 — 7 Мая 1481)
- Уильям Хаддрестфилд (7 Мая 1481 — 28 Мая 1483)
- Морган Кидвелли (28 Мая 1483 — 20 Сентября 1485)
- Уильям Ходи (20 Сентября 1485 — 3 Ноября 1486)
- Джеймс Хобарт (3 Ноября 1486 — Апреля 1509)

## XVI век
- Джон Эрнли (Апреля 1509 — 26 Января 1518)
- Джон Фитс-Джеймс (26 Января 1518 — Февраля 1522)
- Джон Ропер (Февраля 1522 — 1 Апреля 1524)
- Ральф Свиллингтон (1 Апреля 1524 — Августа 1525)
- Ричард Листе (Августа 1525 — 3 Июня 1529)
- Кристофер Хейлз (3 Июня 1529 — 10 Июля 1535)
- Сэр Джон Бакер (10 Июля 1535 — 8 Ноября 1540)
- Сэр Уильям Ворвуд (8 Ноября 1540 — 8 Июня 1545)
- Генри Брэдшоу (8 Июня 1545 — 21 Мая 1552)
- Эдвард Гриффин (21 Мая 1552 — 22 Января 1559)
- Сэр Гилберт Жерар (22 Января 1559 — 1 Июня 1581)
- Сэр Джон Попхэм (1 Июня 1581 — 2 Июня 1592)
- Томас Эгертон (2 Июня 1592 — 10 Апреля 1594)
- Эдвард Кок (10 Апреля 1594 — 4 Июля 1606)

## XVII век
- Сэр Генри Хобрт (4 Июля 1606 — 27 Октября 1613)
- Сэр Фрэнсис Бэкон (27 Октября 1613 — 12 Марта 1617)
- Генри Элвертон (12 Марта 1617 — 11 Января 1621)
- Сэр Томас Ковентри (11 Января 1621 — 31 Октября 1625)
- Роберт Хэт (31 Октября 1625 — 27 Октября 1631)
- Уильям Ной (27 Октября 1631 — 27 Сентября 1634)
- Сэр Джон Бэнкс (27 Сентября 1634 — 29 Января 1641)
- Сэр Эдвард Герберт (29 Января 1641 — 3 Ноября 1645)
- Томас Гардинер (роялист) (3 Ноября 1645—1649)
- Оливер Ст Джон (парламентарий) (Мая 1644 — 10 Января 1649)
- Уильям Стил (содружество) (10 Января 1649 — 9 Апреля 1649)
- Эдмунд Придо (содружество) (9 Апреля 1649—1659)
- Роберт Рэйнолдс (содружество) (1659 — 31 Мая 1660)
- Сэр Эдвард Герберт (в изгнании) (1649—1653)
- Сэр Джеффри Палмер (31 Мая 1660 — 10 Мая 1670)
- Сэр Хенейдж Финч (10 Мая 1670 — 12 Ноября 1673)
- Сэр Фрэнсис Норт (12 Ноября 1673 — 25 Января 1675)
- Сэр Уильям Джонс (25 Января 1675 — 27 Октября 1679)
- Сэр Кревелл Лэйвинж (27 Октября 1679 — 24 Февраля 1681)
- Сэр Роберт Сойер (24 Февраля 1681 — 13 Декабря 1687)
- Сэр Томас Повис (13 Декабря 1687 — Декабря 1688)
- Сэр Генри Поллексфен (Марта 1689 — 4 Мая 1689)
- Сэр Джордж Треби (4 Мая 1689 — 3 Мая 1692)
- Сэр Джон Сомерс, 1-й барон Сомерс (3 Мая 1692 — 30 Марта 1693)
- Сэр Эдвард Вард (30 Марта 1693 — 8 Июня 1695)
- Сэр Томас Тревор (8 Июня 1695 — 28 Июня 1701)

## XVIII век
- Сэр Эдвард Норти (28 Июня 1701 — 26 Апреля 1707)
- Сэр Саймон Харкорт (26 Апреля 1707 — 22 Октября 1708)
- Сэр Джеймс Монтегю (22 Октября 1708 — 19 Сентября 1710)
- Сэр Саймон Харкорт (19 Сентября 1710 — 19 Октября 1710)
- Сэр Эдвард Норти (19 Октября 1710 — 18 Марта 1718)
- Николас Лэкмер (18 Марта 1718 — 7 Мая 1720)
- Сэр Роберт Раймонд (7 Мая 1720 — 1 Февраля 1724)
- Сэр Филипп Йорк (1 Февраля 1724 — Января 1734)
- Сэр Джон Виллес (Января 1734 — 28 Января 1737)
- Сэр Дадли Райдер (28 Января 1737 — Мая 1754)
- Уильям Мюррей (Мая 1754 — 3 Ноября 1756)
- Сэр Роберт Хэнли (3 Ноября 1756 — 1 Июля 1757)
- Пратт, Чарлз, 1-й граф Кэмден (1 Июля 1757 — 25 Января 1762)
- Чарльз Йорк (25 Января 1762 — 16 Декабря 1763)
- Сэр Флетчер Нортон (16 Декабря 1763 — 17 Сентября 1765)
- Чарльз Йорк (17 Сентября 1765 — 6 Августа 1766)
- Уильям де Грей (6 Августа 1766 — 26 Января 1771)
- Эдвард Турлоу (26 Января 1771 — 11 Июня 1778)
- Александр Веддербёрн (11 Июня 1778 — 21 Июля 1780)
- Джеймс Уоллес (21 Июля 1780 — 18 Апреля 1782)
- Ллойд Кэньён (18 Апреля 1782 — 2 Мая 1783)
- Джеймс Уоллес (2 Мая 1783 — Ноября 1783) (умер на службе)
- Джон Ли (22 Ноября 1783 — 19 Декабря 1783)
- Ллойд Кэньён (26 Декабря 1783 — 31 Марта 1784)
- Ричард Пеппер Арден (31 Марта 1784 — 28 Июня 1788)
- Арчибальд Макдональд (28 Июня 1788 — 14 Февраля 1793)
- Сэр Джон Скотт (14 Февраля 1793 — 18 Июля 1799)
- Сэр Джон Митфорд (18 Июля 1799 — 14 Февраля 1801)

## XIX век
- Сэр Эдвард Ло (14 Февраля 1801 — 15 Апреля 1802)
- Спенсер Персиваль (15 Апреля 1802 — 12 Февраля 1806)
- Сэр Артур Пигготт (12 Февраля 1806 — 1 Апреля 1807)
- Сэр Викари Гиббс (1 Апреля 1807 — 26 Июня 1812)
- Сэр Томас Plumer (26 Июня 1812 — 4 Мая 1813)
- Сэр Уильям Гарроу (4 Мая 1813 — 7 Мая 1817)
- Сэр Самюель Шеперд (7 Мая 1817 — 24 Июля 1819)
- Сэр Роберт Гиффорд (24 Июля 1819 — 9 Января 1824)
- Сэр Джон Синглтон Копли (9 Января 1824 — 20 Сентября 1826)
- Сэр Чарльз Веттерелл (20 Сентября 1826 — 27 Апреля 1827)
- Сэр Джеймс Скарлетт (27 Апреля 1827 — 19 Февраля 1828)
- Сэр Чарльз Веттерелл (19 Февраля 1828 — 29 Июня 1829)
- Сэр Джеймс Скарлетт (29 Июня 1829 — 19 Ноября 1830)
- Сэр Томас Денман (24 Ноября 1830 — 26 Ноября 1832)
- Сэр Уильям Хорн (26 Ноября 1832 — 1 Марта 1834)
- Сэр Джон Кэмпбелл (1 Марта 1834 — 14 Ноября 1834)
- Сэр Фредерик Поллок (17 Декабря 1834 — 8 Апреля 1835)
- Сэр Джон Кэмпбелл (30 Апреля 1835 — 3 Июля 1841)
- Сэр Томас Уайльд (3 Июля 1841 — 30 Августа 1841)
- Сэр Фредерик Поллок (6 Сентября 1841 — 15 Апреля 1844)
- Сэр Уильям Вебб Фоллетт (15 Апреля 1844 — 29 Июня 1845)
- Сэр Фредерик Тэсиджер (29 Июня 1845 — 27 Июня 1846)
- Сэр Томас Уайльд (7 Июля 1846 — 17 Июля 1846)
- Джон Джервис (17 Июля 1846 — 11 Июля 1850)
- Сэр Джон Ромилли (11 Июля 1850 — 28 Марта 1851)
- Сэр Александр Кокбёрн (28 Марта 1851 — 21 Февраля 1852)
- Сэр Фредерик Тэсиджер (27 Февраля 1852 — 17 Декабря 1852)
- Сэр Александр Кокбёрн (28 Декабря 1852 — 15 Ноября 1856)
- Сэр Ричард Bethell (15 Ноября 1856 — 21 Февраля 1858)
- Сэр Фицрой Келли (21 Февраля 1858 — 11 Июня 1859)
- Сэр Ричард Бетелл (18 Июня 1859 — 4 Июля 1861)
- Сэр Уильям Атертон (4 Июля 1861 — 2 Октября 1863)
- Сэр Ронделл Палмер (2 Октября 1863 — 26 Июня 1866)
- Сэр Хью Кэрнс (10 Июля 1866 — 29 Октября 1866)
- Сэр Джон Ролт (29 Октября 1866 — 18 Июля 1867)
- Сэр Джон Бёрджесс Карслэйк (18 Июля 1867 — 1 Декабря 1868)
- Сэр Роберт Коллир (12 Декабря 1868 — 10 Ноября 1871)
- Сэр Джон Дьюк Кольридж (10 Ноября 1871 — 20 Ноября 1873)
- Сэр Генри Джеймс (20 Ноября 1873 — 17 Февраля 1874)
- Сэр Джон Бёрджесс Карслэйк (27 Февраля 1874 — 20 Апреля 1874)
- Сэр Ричард Баггаллэй (20 Апреля 1874 — 25 Ноября 1875)
- Сэр Джон Холкер (25 Ноября 1875 — 21 Апреля 1880)
- Сэр Генри Джеймс (3 Мая 1880 — 9 Июня 1885)
- Сэр Ричард Вебстер (27 Июня 1885 — 28 Января 1886)
- Сэр Чарльз Рассел (9 Февраля 1886 — 20 Июля 1886)
- Сэр Ричард Вебстер (5 Августа 1886 — 11 Августа 1892)
- Сэр Чарльз Рассел (20 Августа 1892 — 3 Мая 1894)
- Сэр Джон Ригби (3 Мая 1894 — 24 Октября 1894)
- Сэр Роберт Треши Рид (24 Октября 1894 — 21 Июня 1895)
- Сэр Ричард Вебстер (8 Июля 1895 — 7 Мая 1900)

## XX век
- Сэр Роберт Финлэй (7 Мая 1900 — 4 Декабря 1905)
- Сэр Джон Лоусон Уолтон (12 Декабря 1905 — 28 Января 1908)
- Сэр Уильям Робсон (28 Января 1908 — 7 Октября 1910)
- Сэр Руфус Айзекс (7 Октября 1910 — 19 Октября 1913)
- Сэр Джон Саймон (19 Октября 1913 — 25 Мая 1915)
- Сэр Эдвард Карсон (25 Мая 1915 — 19 Октября 1915) (подал в отставку)
- Сэр Фредерик Эдвин Смит (3 Ноября 1915 — 10 Января 1919)
- Сэр Гордон Хьюарт (10 Января 1919 — 6 Марта 1922)
- Сэр Эрнест Поллок (6 Марта 1922 — 19 Октября 1922)
- Сэр Дуглас Хогг (24 Октября 1922 — 22 Января 1924)
- Сэр Патрик Гастингс (23 Января 1924 — 3 Ноября 1924)
- Сэр Дуглас Хогг (6 Ноября 1924 — 28 Марта 1928)
- Сэр Томас Инскип (28 Марта 1928 — 4 Июня 1929)
- Сэр Уильям Йовитт (7 Июня 1929 — 26 Января 1932)
- Сэр Томас Инскип (26 Января 1932 — 18 Марта 1936)
- Сэр Дональд Сомервелл (18 Марта 1936 — 25 Мая 1945)
- Сэр Дэвид Максвелл Файф (25 Мая 1945 — 26 Июля 1945)
- Сэр Хартли Шоукросс (4 Августа 1945 — 24 Апреля 1951)
- Сэр Франк Соскайс (24 Апреля 1951 — 26 Октября 1951)
- Сэр Лионель Хилд (3 Ноября 1951 — 18 Октября 1954)
- Сэр Реджинальд Маннингэм-Буллер (18 Октября 1954 — 16 Июля 1962)
- Сэр Джон Хобсон (16 Июля 1962 — 16 Октября 1964)
- Сэр Элвин-Джонс (18 Октября 1964 — 19 Июня 1970)
- Сэр Питер Роулинсон (23 Июня 1970 — 4 Марта 1974)
- Сэмюэл Силкин (7 Марта 1974 — 4 Мая 1979)
- Сэр Майкл Хаверс (6 Мая 1979 — 13 Июня 1987)
- Сэр Патрик Мэйхью (13 Июня 1987 — 10 Апреля 1992)
- Сэр Николас Лаэл (10 Апреля 1992 — 2 Мая 1997)
- Сэр Джон Моррис (6 Мая 1997 — 29 Июля 1999)
- Лорд Уильямс Мостин (29 Июля 1999 — 11 Июня 2001)

## XXI век
- Лорд Голдсмит (11 июня 2001 — 27 июня 2007);
- Баронесса Скотланд Астэл (27 июня 2007 — 11 мая 2010) (первая женщина);
- Доминик Грив (12 мая 2010 — 15 июля 2014);
- Джереми Райт (15 июля 2014 — 9 июля 2018);
- Джеффри Кокс (9 июля 2018 — 13 февраля 2020);
- Суэлла Браверман (13 февраля 2020 — 6 сентября 2022);
- Майкл Эллис (6 сентября 2022 — 25 октября 2022);
- Виктория Прентис (25 октября 2022 — 5 июля 2024).
- Ричард Хермер (5 июля 2024 — по настоящее время).